# Utah State Route 261
Die Utah State Route 261 ist ein Highway im Südosten Utahs im San Juan County. Der Highway fängt am U.S. Highway 163, nahe Mexican Hat an und endet westlich von Blanding an der Utah State Route 95. Ein Abschnitt des Highways wird Moki Dugway genannt. Dieser Abschnitt überwindet auf einer Länge von 4,8 km eine Höhe von 335 m (37,275° N; 109,94° W).